# Lydia Lunch
Lydia Lunch (* 2. června 1959 USA), rozená Lydia Koch, je americká zpěvačka, básnířka, spisovatelka a herečka. Účinkovala v několika desítkách filmů. Spolupracovala s mnoha muzikanty i hudebními skupinami, mezi které patří např. Sonic Youth a The Birthday Party.
Roku 2018 byla oceněna newyorským kulturním zařízením The Kitchen.

## Diskografie
- No New York, Teenage Jesus & the Jerks (compilation Antilles 1978)
- Babydoll b/w Freud In Flop, Teenage Jesus & the Jerks (7" / Lust/Unlust, 1979)
- Try Me b/w Staircase, Beirut Slump (7" / Lust/Unlust, 1979)
- Orphans b/w Less of Me, Teenage Jesus & the Jerks (7" / Migraine, 1979)
- Pink, Teenage Jesus & the Jerks (12" / Lust/Unlust, 1979)
- Pre-Teenage Jesus, Teenage Jesus & the Jerks (12" / ZE, 1979)
- Off White, James White and the Blacks (LP / ZE, 1979; also credited as Stella Rico)
- Queen of Siam, solo (LP / ZE, 1979)
- Diddy Wah Diddy b/w Dead Me You B-Side, 8-Eyed Spy (7" / Fetish, 1980)
- 8-Eyed Spy, 8-Eyed Spy (LP / Fetish, 1981)
- Live, 8-Eyed Spy (cassette / ROIR, 1981)
- Devil Dogs (live in Italy / unreleased, 1981)
- 13.13, solo (LP / Ruby Records, 1981)
- The Agony is the Ectasy, solo (split 12" EP w. The Birthday Party / 4AD, 1982)
- Some Velvet Morning, w. Rowland S. Howard (12" EP / 4AD, 1982)
- Der Karibische Western, Die Haut (12" EP, 1982)
- Thirsty Animal, Einstürzende Neubauten (12" EP, 1982)
- Boy-Girl, Sort Sol (7", 1983)
- Dagger & Guitar, Sort Sol (LP, 1983)
- In Limbo, w. Thurston Moore (12" EP / Widowspeak, 1984)
- Death Valley '69, w. Sonic Youth (7", 1984)
- The Drowning of Lucy Hamilton, w. Lucy Hamilton aka China Berg of MARS (12" EP / Widowspeak, 1985)
- A Dozen Dead Roses, No Trend (LP, 1985)
- Heart of Darkness, w. No Trend (10" EP / Widowspeak, 1985)
- Death Valley '69, w. Sonic Youth (12", 1986)
- Hysterie, compilation of recordings 1976-1986 (LP, 1986 / Widowspeak Records)
- The Crumb, w. Thurston Moore (12" EP / Widowspeak, 1987)
- Honeymoon In Red, w. members of The Birthday Party (LP, 1987)
- Stinkfist, w. Clint Ruin (12" EP, 1987)
- Naked In Garden Hills, Harry Crews (1989) (band met Kim Gordon en Sadie Mae)
- Don't Fear the Reaper, w. Clint Ruin (12" EP, 1991)
- Shotgun Wedding, w. Rowland S. Howard (CD, 1991)
- A Girl Doesn't Get Killed by a Make Believe Lover...'cuz its Hot!, w. My Life With the Thrill Kill Kult (CDS, 1991)
- Head On, Die Haut (CD / Triple X, 1992)
- Sweat, Die Haut (CD / Triple X, 1992)
- Twisted, solo (7", 1992)
- Unearthly Delights, solo (7", 1992)
- Transmutation + Shotgun Wedding Live in Siberia, w. Rowland S. Howard (CD, 1994)
- Everything, Teenage Jesus & the Jerks (CD re-issue/ Atavistic, 1995)
- Luncheone, 8-Eyed Spy (CD re-issue/ Atavistic, 1995)
- No Excuse b/w A Short History of Decay, w. Lee Ranaldo) (7" / Figurehead, 1997)
- The Desperate Ones, w. Glyn Styler) (CD EP / Atavistic, 1997)
- York (First Exit To Brooklyn), w. The Foetus Symphony Orchestra (CD, 1997)
- Matrikamantra, solo (CD, 1997)
- Widowspeak: The Original Soundtrack, solo best-of compilation (2CD / NMC, 1998)
- Smoke In The Shadows, solo (CD / Atavistic, 2004)
- Omar Rodriguez-Lopez & Lydia Lunch, w. Omar Rodriguez-Lopez (EP / Willie Anderson Recordings 2007)
- Lydia Lunch & Philippe Petit – In Comfort, 2011, Vinyl, 12", Picture Disc, cz007 Comfortzone

### Spoken word
- Better An Old Demon Than A New God, Giorno Poetry Systems comp. f/ William S. Burroughs, Psychic TV, Richard Hell and others (1984)
- The Uncensored, solo (1984)
- Hard Rock, solo (split cassette w. Michael Gira / Ecstatic Peace, 1984)
- Oral Fixation, solo (12", 1988)
- Our Fathers who Aren't in Heaven, w. Henry Rollins, Hubert Selby Jr. and Don Bajema (1990)
- Conspiracy of Women, solo (1990)
- South of Your Border, w. Emilio Cubeiro (1991)
- POW, solo (1992)
- Crimes Against Nature, solo spoken-word anthology (Tripple X/Atavistic, 1994)
- Rude Hieroglyphics, w. Exene Cervenka (Rykodisc, 1995)
- Universal Infiltrators, (Atavistic, 1996)
- The Devil's Racetrack (2000)